# Unicoi County
Unicoi County ist ein County im Bundesstaat Tennessee der Vereinigten Staaten. Das U.S. Census Bureau hat bei der Volkszählung 2020 eine Einwohnerzahl von 17.928 ermittelt. Der Verwaltungssitz (County Seat) ist Erwin.

## Geographie
Das County liegt im Osten von Tennessee, grenzt an North Carolina, ist im Norden etwa 65 km von Virginia entfernt und hat eine Fläche von 483 Quadratkilometern, wovon ein Quadratkilometer Wasserfläche ist. Es grenzt im Uhrzeigersinn an folgende Countys: Washington County, Carter County, Yancey County (North Carolina), Madison County (North Carolina) und Greene County.

## Geschichte
Unicoi County wurde am 23. März 1875 aus Teilen des Carter County und des Washington County gebildet. Benannt wurde es nach einem indianischen Ausdruck für die südlichen Appalachen.

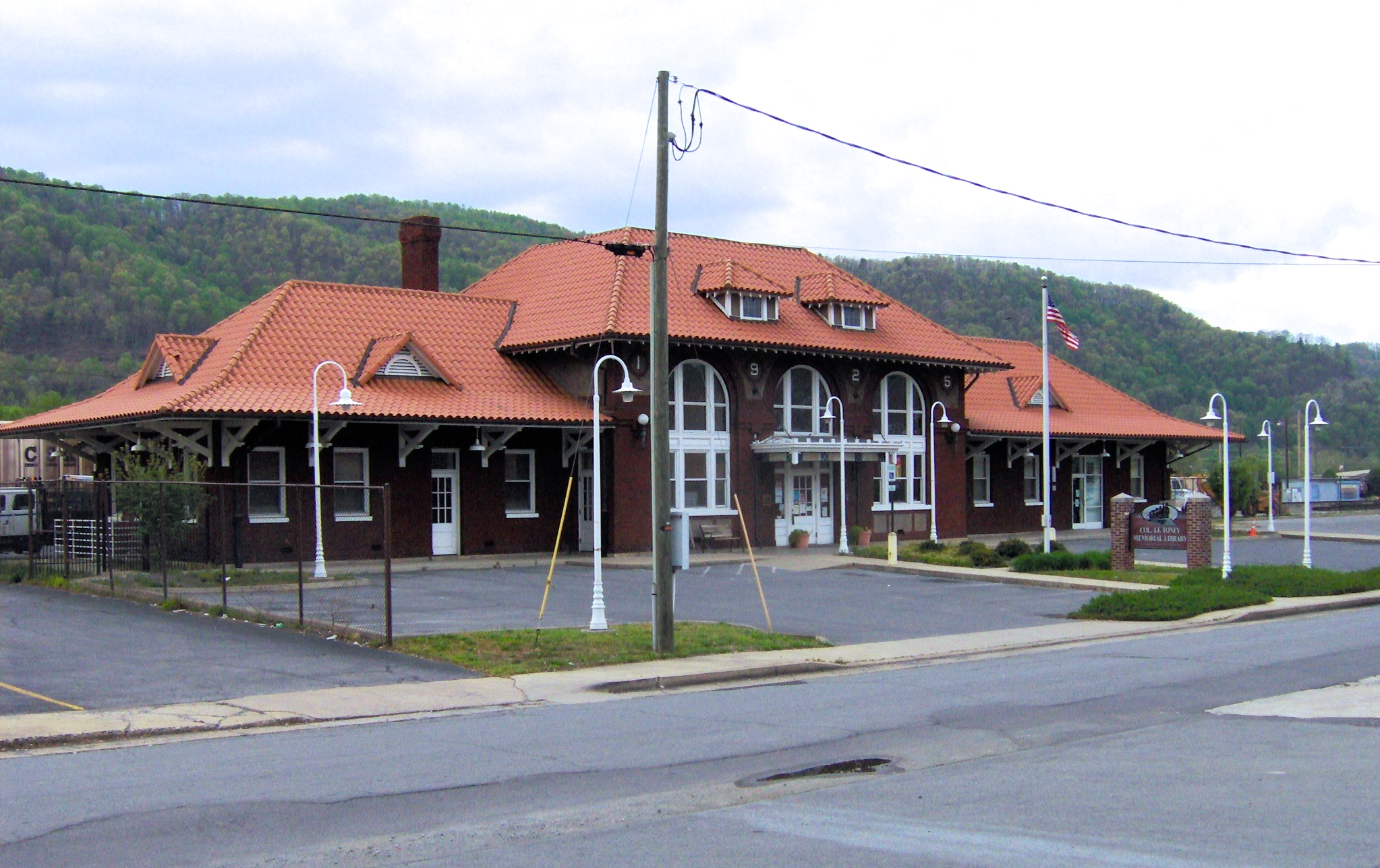
Das Clinchfield Depot ist einer von vier Einträgen des Countys im NRHP.

Vier Bauwerke und Stätten des Countys sind im National Register of Historic Places (NRHP) eingetragen (Stand 11. September 2018).

## Demografische Daten

Alterspyramide Unicoi County

Nach der Volkszählung im Jahr 2000 lebten im Unicoi County 17.667 Menschen in 7.516 Haushalten und 5.223 Familien. Die Bevölkerungsdichte betrug 37 Einwohner pro Quadratkilometer. Ethnisch setzte sich die Bevölkerung zusammen aus 97,96 Prozent Weißen, 0,07 Prozent Afroamerikanern, 0,25 Prozent amerikanischen Ureinwohnern, 0,08 Prozent Asiaten, 0,03 Prozent Bewohnern aus dem pazifischen Inselraum und 0,95 Prozent Angehöriger anderer ethnischer Gruppen; 0,66 Prozent stammten von zwei oder mehr Ethnien ab. 1,94 Prozent der Bevölkerung waren spanischer oder lateinamerikanischer Abstammung.
Von den 7.516 Haushalten hatten 26,6 Prozent Kinder und Jugendliche unter 18 Jahre, die bei ihnen lebten. 56,4 Prozent waren verheiratete, zusammenlebende Paare, 9,5 Prozent waren allein erziehende Mütter und 30,5 Prozent waren keine Familien. 27,5 Prozent waren Singlehaushalte und in 13,4 Prozent lebten Personen im Alter von 65 Jahren oder darüber.
20,5 Prozent der Bevölkerung waren unter 18 Jahre alt, 7,5 Prozent zwischen 18 und 24, 27,5 Prozent zwischen 25 und 44, 26,5 Prozent zwischen 45 und 64 und 18,1 Prozent waren älter als 65. Das Durchschnittsalter betrug 42 Jahre. Auf 100 weibliche Personen kamen statistisch 95,1 männliche Personen und auf 100 Frauen im Alter von 18 Jahren und darüber kamen 91,6 Männer.
Das jährliche Durchschnittseinkommen eines Haushalts betrug 29.863 USD, das Durchschnittseinkommen der Familien betrug 36.871 USD. Männer hatten ein Durchschnittseinkommen von 30.206 USD, Frauen 20.379 USD. Das Prokopfeinkommen betrug 15.612 USD. 8,7 Prozent der Familien und 13,1 Prozent der Einwohner lebten unterhalb der Armutsgrenze.